# Лампредотто

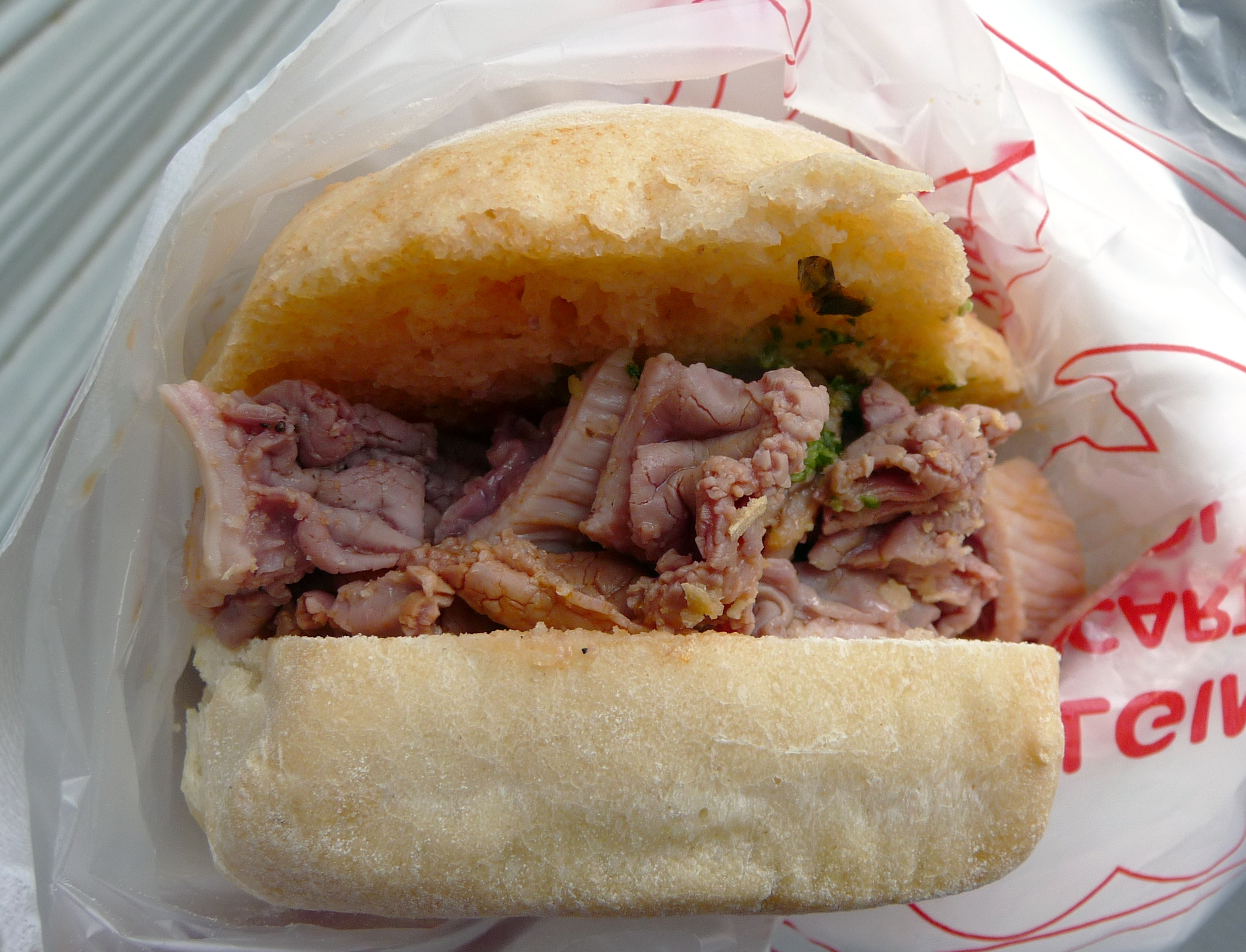
Сэндвич с лампредотто

Лампредо́тто (итал. Lampredotto) — популярное во Флоренции мясное кушанье, приготавливаемое из сычуга — заключительного раздела четырёхкамерного желудка коровы (вообще подобные кушанья из желудка называют триппа или триппе). Для приготовления блюда сычуг тщательно промывают, нарезают на кусочки и отваривают вместе с помидорами, луком, петрушкой, сельдереем либо с другими овощами, а также с пряностями и острым перцем. Подают с традиционным «зелёным соусом» как отдельное блюдо, а также в фаст-фуде — в виде сэндвичей или панини.
Лампредотто, как и значительная часть блюд тосканской кухни, имеет бедняцкое происхождение и встречается в кулинарных сборниках уже с XV века. Название происходит от lampreda — итальянского названия миног, в изобилии населявших реку Арно. Лампредотто по внешнему виду похоже на открытые рты-присоски миног. Кушанье, которое может показаться малосъедобным неподготовленному туристу, и сейчас популярно у жителей Флоренции: в год в городе съедают до 80 т лампредотто. Передвижные тележки lampredottai или trippaio, с которых продают этот специалитет, можно встретить на центральных площадях, на рынках, в рабочих кварталах столицы Тосканы, и в начале XXI века число таких точек питания только растёт — в городе их на 2010 год работало не менее тридцати. Как правило, к лампредотто на таких лотках подают стаканчик вина — gottini. Эта традиция чуть было не канула в лету, когда в 2009 году в Европейском Союзе был принят закон, запрещающий продажу алкоголя в уличном фастфуде. На это быстро отреагировал флорентийский мэр Маттео Ренци, издав распоряжение, разрешающее подавать вино в lampredottai.